# ヤマハ・XT250X
XT250X（エックスティーにひゃくごじゅうエックス）とは、ヤマハ発動機が製造販売していたオートバイである

## 概要
XT250Xは2006年2月に発売された。スーパーモタードの盛り上がりを受けて、4大メーカー最後発として登場した車両である。車体構成は同社から発売されているデュアルパーパスのセロー250をベースとし、先に発売されたトリッカーを含めて「3兄弟」的な扱いとなっており、セローとの違いは、前後輪の17インチホイール換装、フロントフォークやブレーキの変更、独自外装の採用などである。
2008年にはエンジンにフューエルインジェクションを装備させ、自動車排出ガス規制に対応させるマイナーチェンジが行われた。
2017年にメーカーより生産終了が公表されている。